# Simone Veil
Simone Veil (Nice, 13 de julho de 1927 – Paris, 30 de junho de 2017) foi uma política francesa, conhecida pelo fato de enquanto Ministra da Saúde ter defendido, em 1974, um projeto de lei que despenalizou a interrupção voluntária da gravidez em França. Foi também a primeira mulher a presidir ao Parlamento Europeu (1979-1982). Foi membro do Conselho Constitucional da França.

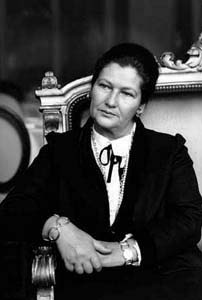
Simone em 1993

## Biografia e política
Filha mais nova do arquiteto André Jacob e de sua mulher Yvonne, a família de Simone conheceria, a partir de 1940, as perseguições movidas pelas autoridades aos judeus, em consequência da invasão da França pela Alemanha nazista. Apesar das dificuldades, Simone conseguiu concluir o ensino liceal em 1943. No ano seguinte, a família foi presa e enviada para o campo de concentração de Auschwitz-Birkenau. Com exceção de Simone e de sua irmã Madeleine, todos os membros da sua família morreram no campo de extermínio.
Em 1945, ingressa no curso de Direito em Paris, onde conhece Antoine Veil, com quem casa no dia 26 de outubro de 1946. O casal teve três filhos. Simone acabou seguindo a carreira de magistrada, exercendo funções na área até 1974.
Com a eleição de Valéry Giscard d'Estaing para a Presidência da República francesa em 1974, foi nomeada Ministra da Saúde no governo liderado por Jacques Chirac, cargo que conserva nos governos seguintes de Raymond Barre até julho de 1979. Enquanto Ministra da Saúde facilitou o acesso a métodos contraceptivos e elaborou a lei de despenalização da interrupção voluntária da gravidez, que entraria em vigor a 17 de janeiro de 1975.
Em julho de 1979, abandonou o governo para liderar, a pedido de Valéry Giscard d'Estaing, a lista do partido UDF às eleições ao Parlamento Europeu, onde foi eleita como presidente. A 31 de outubro de 1987, foi agraciada com a Grã-Cruz da Ordem do Mérito, de Portugal.
Em março de 1993, é nomeada Ministra de Estado, Ministra dos Assuntos Sociais e da Cidade no governo de Édouard Balladur, cargo que desempenha até julho de 1995. A 26 de março de 1993, foi agraciada com a Grã-Cruz da Ordem do Infante D. Henrique, de Portugal. Em 1998, foi nomeada membro do Conselho Constitucional da França onde permaneceu até 2007, ano em que terminou seu mandato.
No referendo sobre o Tratado pelo qual se estabelece uma Constituição Europeia celebrado em França a 29 de maio de 2005 apela ao voto no "sim", provocando controvérsia pelo fato de um membro do Conselho Constitucional se envolver ativamente naquela questão política.
Em 2005, foi galardoada com o Prêmio Príncipe das Astúrias para a Cooperação Internacional.
Foi membro da membro da Academia Francesa, onde deu entrada em 18 de março de 2010 e presidiu da Fundação para a Memória da Shoah.
Faleceu em 30 de junho de 2017, em Paris. A morte foi confirmada pela família porém as causas não foram divulgadas. 

## Publicações
- Simone Veil, Clément Launay et Michel Soulé, L'Adoption: données médicales, psychologiques et sociales, Paris, Éditions sociales françaises, 1968, 224 p. (BNF 33208741).
- Simone Veil et Annick Cojean, Les Hommes aussi s'en souviennent : discours du 26 novembre 1974, suivi d'Un entretien avec Annick Cojean, Paris, Stock, 2004, 111 p. (ISBN 2-234-05720-5, BNF 39268205).
- Simone Veil, Une vie, Paris, Stock, 2007 (reimpresso 2009), 397 p. (ISBN 978-2-234-05817-0, BNF 41149288).
  - Os primeiros quatro capítulos foram publicados sob o título: Une jeunesse au temps de la Shoah: extraits d'Une vie, Librairie générale française, coll. « Le Livre de poche », 2010 (ISBN 978-2-253-12762-8).
- Simone Veil (préf. Robert Badinter), Mes combats : Les discours d'une vie, Paris, Bayard éditions, 2016, 280 p. (ISBN 978-2-227-48937-0).
- Simone Veil e David Teboul, L’Aube à Birkenau, Paris, Les Arènes, 2019, 300 p. (ISBN 979-10-375-0090-8). Version Pocket : Les Arènes, 2019, 289 p. (ISBN 978-22-663-2040-5).
- Simone Veil, Seul l'espoir apaise la douleur: Récit, Flammarion-INA, 2022
  - Transcrição de uma entrevista de 2006 sobre a sua deportação, para o INA e a Fundação para a Memória da Shoah.[5]